# Liste der Naturdenkmale in Leutersdorf (Oberlausitz)

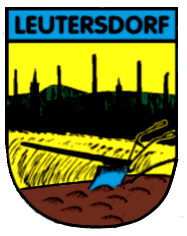
Wappen von Leutersdorf

Lage von Leutersdorf

In der Liste der Naturdenkmale in Leutersdorf werden die Naturdenkmale der Gemeinde Leutersdorf im Landkreis Görlitz mit ihren Ortsteilen Folge, Hetzwalde, Leutersdorf, Neuwalde, Sorge und Spitzkunnersdorf aufgeführt.
Bisher sind lt. Quellen 5 Einzelnaturdenkmale und 5 Flächennaturdenkmale bekannt und hier aufgelistet.
Die Angaben der Liste basieren auf Daten des Geoportals Sachsenatlas und den Daten auf dem Geoportal Landkreis Görlitz.

## Definition
„Naturdenkmäler sind rechtsverbindlich festgesetzte Einzelschöpfungen der Natur oder entsprechende Flächen bis zu fünf Hektar, deren besonderer Schutz erforderlich ist
1. aus wissenschaftlichen, naturgeschichtlichen oder landeskundlichen Gründen oder
2. wegen ihrer Seltenheit, Eigenart oder Schönheit.“

„§ 18 – Naturdenkmäler – (zu § 28 BNatSchG)
(1) Die Erklärung nach § 22 Abs. 1 BNatSchG von Teilen von Natur und Landschaft als Naturdenkmal erfolgt durch Rechtsverordnung oder Einzelanordnung.
(2) Über § 28 Abs. 1 BNatSchG hinaus können Naturdenkmäler zur Sicherung von Lebensgemeinschaften oder Lebensstätten von im Bestand gefährdeten oder streng geschützten Arten festgesetzt werden.“

## Liste
Diese Auflistung unterscheidet zwischen Flächennaturdenkmalen (FND) mit einer Fläche bis zu 5 ha (bei Verordnung nach DDR-Recht auch mehr) und Einzel-Naturdenkmalen (ND).
Link zu einem Kartenansichtstool, um Koordinaten zu setzen.
| Bild                          | Bezeichnung                                      | Lage                               | Beschreibung | Datum | Nummer |
| ----------------------------- | ------------------------------------------------ | ---------------------------------- | ------------ | ----- | ------ |
| BW                            | Schwarzer Teich                                  | (50° 57′ 14,8″ N, 14° 40′ 31,2″ O) | FND (1,6 ha) |       |        |
| BW                            | Fleischerbusch                                   | (50° 56′ 2,1″ N, 14° 39′ 27,9″ O)  | FND (1,3 ha) |       |        |
| mehr Fotos \| Fotos hochladen | Großer Stein mit Goethekopf                      | (50° 56′ 31″ N, 14° 39′ 33,2″ O)   | ND           |       |        |
| mehr Fotos \| Fotos hochladen | Richterberg-Steinbruch                           | (50° 57′ 16″ N, 14° 40′ 4,4″ O)    | FND (0,9 ha) |       |        |
| BW                            | Großers Büschel und Wiese                        | (50° 56′ 18″ N, 14° 39′ 15,4″ O)   | FND (1,7 ha) |       |        |
| BW                            | Wiese am Bahndamm                                | (50° 57′ 5,1″ N, 14° 39′ 16,6″ O)  | FND (0,1 ha) |       |        |
| Fotos hochladen               | Weißer Stein                                     | (50° 55′ 41,5″ N, 14° 40′ 15,6″ O) | ND           |       |        |
| BW                            | Rosskastanie an der Geschwister-Scholl-Straße 26 | (50° 57′ 13,5″ N, 14° 38′ 46,5″ O) | ND           |       |        |
| BW                            | 3 Eichen an der Niederoderwitzer Straße 6        | (50° 56′ 22,4″ N, 14° 41′ 47,1″ O) | ND           |       |        |
| BW                            | Birnbaum im Gesteinigten                         | (50° 55′ 50,1″ N, 14° 39′ 40,1″ O) | ND           |       |        |
| Fotos hochladen               | Forstenkuppe                                     | (50° 55′ 49″ N, 14° 40′ 32,5″ O)   | FND (1 ha)   |       |        |